# Epicauta purpurea
Epicauta purpurea es una especie de coleóptero de la familia Meloidae.

## Distribución geográfica
Habita en Arizona y México.